# C. L. Moore
Catherine Lucille Moore (Indianapolis, 24 gennaio 1911 – Hollywood, 4 aprile 1987) è stata una scrittrice e sceneggiatrice statunitense.
Nei primi anni Trenta iniziò a comporre narrativa fantastica firmandosi come C. L. Moore e la sua produzione è considerata tuttora una pietra miliare del genere, nonché una tappa fondamentale per aprire alle autrici donne la letteratura di fantasy e fantascienza. A partire dal suo matrimonio nel 1940, compose molte opere in collaborazione con il marito Henry Kuttner sotto vari pseudonimi (principalmente Lewis Padgett e Lawrence O'Donnell) e dopo la morte di Kuttner divenne sceneggiatrice per la televisione firmandosi Catherine Kuttner.
Dopo il suo pensionamento, Moore ha ricevuto i prestigiosi premi alla carriera World Fantasy Award e Gandalf Grand Master Award.

## Biografia
Catherine Lucille Moore nacque a Indianapolis, nello Stato dell'Indiana, da una famiglia di origini irlandesi, scozzesi e gallesi, emigrata nel nord degli Stati Uniti; sia la data di nascita sia quella di morte sono incerte. Di salute cagionevole, la piccola Catherine fu costretta ad interrompere la scuola e a proseguire la sua istruzione in casa; incuriosita dai miti greci e dai romanzi di Edgar Rice Burroughs iniziò a scrivere, fin da bambina, storie che per protagonisti avevano eroi come Tarzan, Lancillotto e Robin Hood, cowboy e cavalieri. Nel 1931 acquistò per la prima volta un numero della rivista pulp di fantascienza Amazing Stories. Nel 1933, a ventidue anni, nel periodo della Grande depressione, fu costretta a lasciare l'Università senza laurearsi per problemi economici e trovò impiego come segretaria presso una banca di Indianapolis. Alla fine della giornata lavorativa si tratteneva nell'edificio deserto per continuare a scrivere i suoi racconti.
Fu proprio nel 1933 che la rivista Weird Tales pubblicò la prima opera dell'autrice ventiduenne: il racconto "Shambleau", un'inedita forma di space opera dalle venature tanto orrorifiche quanto romantiche, che ricevette il plauso del direttore della rivista, Farnsworth Wright, e dello scrittore di punta Howard P. Lovecraft. Poiché all'epoca sarebbe risultato insolito che una donna scrivesse storie di fantascienza, l'autrice si firmò con la sigla C.L. Moore ed è questa, ancora oggi, la denominazione con cui è maggiormente riconosciuta. In realtà, che C.L. Moore fosse una donna fu scoperto quasi subito da due ammiratori, Julius Schwartz e Mort Weisinger, che rivelarono questo fatto sulla fanzine The Fantasy Fan già nel 1934. Tuttavia, questo elemento rimase per lungo tempo sconosciuto sia al grande pubblico sia agli addetti ai lavori, al punto che nel 1936 lo scrittore californiano Henry Kuttner, da poco entrato nella scuderia di Weird Tales, indirizzò una lettera di ammirazione a Mister C.L. Moore c/o Weird Tales. Da questo iniziale equivoco scaturì rapidamente una stretta amicizia: nel 1937 Moore si fece aiutare da Kuttner nella stesura del racconto "La cerca della pietra stellare" ("Quest of the Starstone"), nel 1938 avvenne il primo incontro di persona fra i due e il loro rapporto professionale si trasformò in legame amoroso. Moore e Kuttner si sposarono a New York il 7 giugno 1940.
A seguito del matrimonio, i due coniugi scrissero in collaborazione la maggior parte delle loro opere, nell'ottica di bilanciare le rispettive doti: Kuttner era uno scrittore stilisticamente grezzo ma estremamente veloce nella stesura e abile nella costruzione di intrecci, Moore lavorava più lentamente e privilegiava gli afflati lirici e lo scavo psicologico; i due scelsero però di firmarsi con una varietà di pseudonimi (abitudine che Kuttner aveva sviluppato già da scapolo) e ciò ha reso molto difficile distinguere le loro produzioni individuali dalle collaborazioni, con il risultato che numerose opere sono state attribuite al solo Kuttner pur presentando tracce più o meno evidenti della mano di Moore. Inizialmente la coppia abitava fra l'hinterland di New York e Laguna Beach in California, ma quando gli Stati Uniti entrarono in guerra Kuttner fu riformato a causa del suo stato di salute instabile e svolse servizio sanitario sostitutivo nel New Jersey; di conseguenza nel 1948 i due coniugi si spostarono permanentemente a Laguna Beach, così che Kuttner potesse godere del suo clima mite.
All'inizio degli anni Cinquanta Kuttner e Moore si iscrissero assieme alla University of Southern California e ridussero significativamente la loro attività letteraria per dedicarsi agli studi; risalgono a questo periodo le prime edizioni antologiche dei loro testi. Caethrine conseguì il Bachelor of Arts nel 1956, mentre Henry stava scrivendo la sua tesi di master universitario quando fu stroncato da un infarto a Los Angeles il 4 febbraio 1958, a soli quarantadue anni. A seguito di questo lutto Moore abbandonò per sempre la letteratura: divenne sceneggiatrice televisiva (firmò, fra le altre, la serie Maverick), si risposò nel 1963 con Thomas Reggie e curò occasionalmente delle antologie di proprie opere giovanili, come il dittico The Best of Henry Kuttner (1975) e La stagione della vendemmia (The Best of C. L. Moore, 1975).
Nel corso dei successivi vent'anni Moore accettò di partecipare ad alcune convention di narrativa fantastica: fu l'ospite d'onore della BYOB-Con 6 di Kansas City nel 1976, vinse il World Fantasy Award alla 39ª World Science Fiction Convention del 1981 e nel medesimo anno ricevette anche il Gandalf Grand Master Award alla World Fantasy Convention. Nel frattempo, però, la scrittrice aveva sviluppato la malattia di Alzheimer e pian piano perse di lucidità, al punto che il marito Thomas Reggie chiese e ottenne dall'associazione Science Fiction Writers of America di non candidare Catherine al Grand Master Award, per evitarle lo stress della cerimonia. Moore morì a settantasei anni il 4 aprile 1987.
È stata inserita, nel 1998, nella Science Fiction Hall of Fame.

## Attività letteraria

### 1930-1938

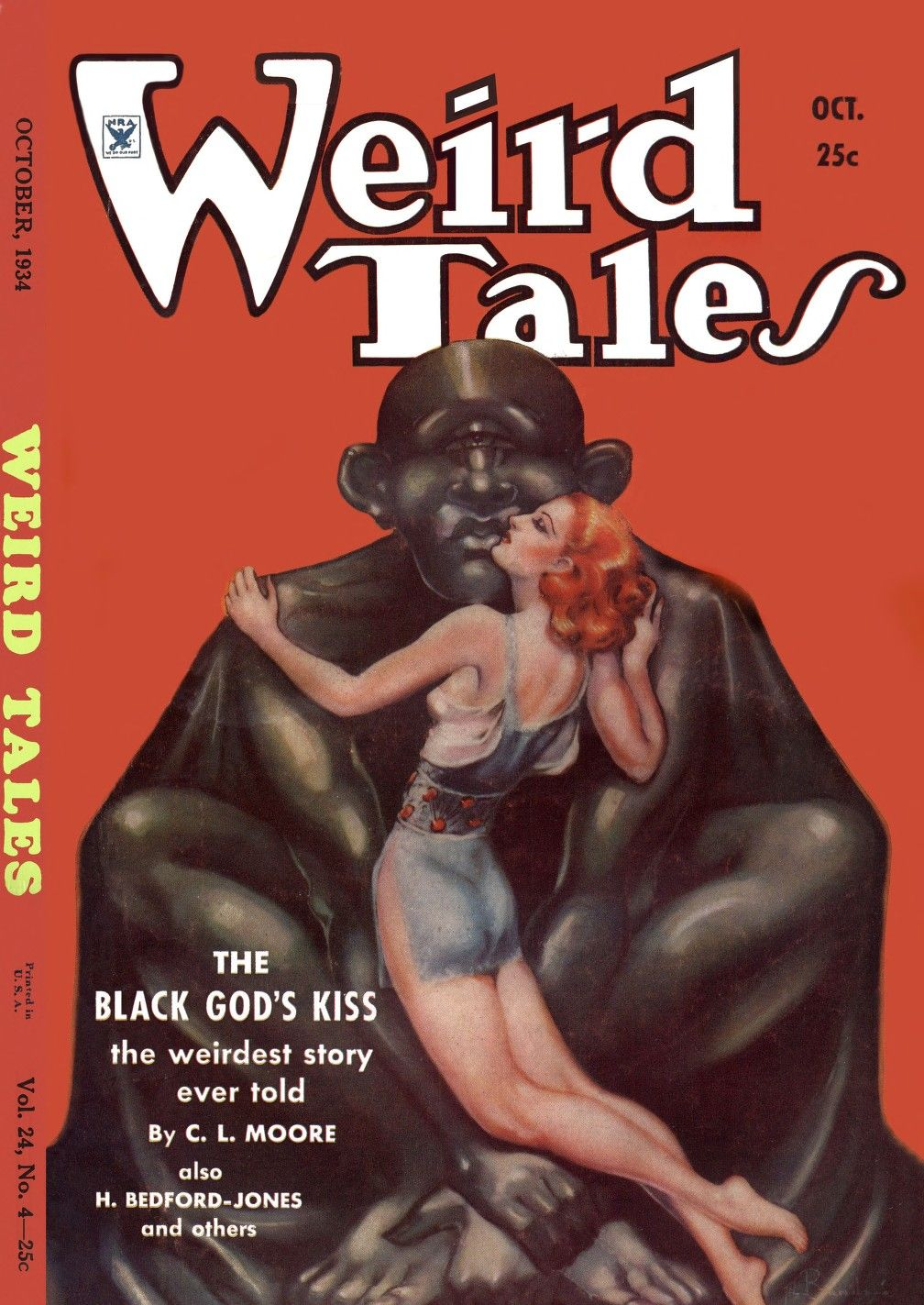
Copertina della rivista Weird Tales ottobre 1934, l'illustrazione rimanda al racconto di Moore Il bacio del dio nero (The Black God's Kiss).

Di fatto Moore esordì come scrittrice già nel 1930, mentre frequentava l'Università dell'Indiana, pubblicando sulla rivista studentesca The Vagabond tre racconti di genere fantasy firmati come "Catherine Moore". Quando tre anni dopo l'autrice iniziò a pubblicare professionalmente su Weird Tales, la sua opera rimase aderente alla tradizione fantastica nordamericana, privilegiando atmosfere oniriche e situazioni macabre, e si imperniò su due protagonisti iconici sviluppati da Moore in parallelo.
La prima creazione dell'autrice fu dunque Northwest Smith, un pistolero del lontano futuro dagli occhi di ghiaccio e dai trascorsi ambigui; Smith vive rintanato in sobborghi marziani o in umidi porti di Venere e traffica in affari loschi, finché non viene coinvolto inopinatamente in pericolose avventure: l'incontro con la Medusa in Shambleau, la fuga da una fortezza infestata da un vampiro in Sete nera (Black Thirst), la prigionia in un sogno che diviene incubo in Sogno rosso (Scarlet Dream), e così via; Smith è sufficientemente granitico da riuscire a cavarsela, ma sempre all'ultimo istante e sempre con immenso sforzo. Il ciclo di Smith appartiene superficialmente ai generi space western e planetary romance, ma nei fatti coniuga le situazioni esotiche tipiche della saga di Barsoom di Edgar Rice Burroughs con un elemento orrorifico derivato invece da H.P. Lovecraft, ed entrambe le componenti sono asservite al gusto di Moore per lo scavo psicologico e le situazioni erotiche e sensuali – elementi inediti nella letteratura pulp coeva e rintracciabili in parte solo nella produzione (comunque più orrorifica che avventurosa) di Clark Ashton Smith.
Poco dopo la creazione di Northwest Smith, Moore decise di cimentarsi anche con il genere sword & sorcery, inaugurato poco tempo prima dal suo collega Robert E. Howard (autore delle saghe di Kull di Valusia e Conan il cimmero), e già nel 1934 inaugurò con il racconto Il bacio del dio nero (The Black God's Kiss) le avventure di Jirel di Joiry: la regina guerriera di una regione immaginaria della Francia medievale, impegnata a difendere il proprio dominio da avversari umani e potenze ultraterrene. Al contempo sensibile e volitiva, lussuriosa e spietata, anche Jirel presenta una psiche e una bussola morale assai più complesse rispetto ai personaggi contemporanei costruiti sul modello howardiano (per esempio l'Elak di Atlantide creato da Henry Kuttner) e in aggiunta è, di fatto, la prima eroine femminile proattiva della letteratura fantasy, anticipando di decenni figure quali la Éowyn di John Tolkien o la Thenar di Ursula Le Guin.
Accanto alle sue due saghe principali edite su Weird Tales, Moore compose e vendette alle riviste Astounding Stories e Strange Stories alcuni racconti auto-conclusivi, caratterizzati anch'essi da una sintesi fra i tropi classici della letteratura fantastica e una raffinata analisi interiore dei personaggi; esemplari fra di essi sono La radiosa illusione (The Bright Illusion, 1934) e Insieme nel tempo (Tryst in Time, 1935). L'autrice, inoltre, scrisse assieme al suo amico Forrest J. Ackerman La ninfa delle tenebre (Nymph of Darkness, 1935), una delle tre storie di Northwest Smith apparse su fanzine, e due anni dopo coinvolse Henry Kuttner nella stesura de La cerca della pietra stellare (Quest of the Starstone, 1937), un'avventura di Jirel di Joiry in cui ella incontra Northwest Smith – un cross-over fra i due personaggi in qualche modo profetico rispetto alla futura collaborazione fra i due scrittori. Va inoltre rimarcato che fra 1936 e 1937 morirono sia Robert Howard sia Howard Lovecraft e Clark Ashton Smith abbandonò la scrittura narrativa, così che per un biennio Moore fu, di fatto, l'unica autrice di alto livello nella scuderia di Weird Tales.

### 1940-1949
A cavallo fra 1939 e 1940, in coincidenza del suo fidanzamento e matrimonio, Moore concluse le avventure di Northwest Smith e di Jirel di Joiry e abbandonò Weird Tales, conscia che con la scomparsa dei "Tre Moschettieri" Howard, Lovecraft e Smith la testata aveva ormai perso il suo storico primato qualitativo. A questo distacco dalla narrativa macabra corrispose una svolta verso la pura fantascienza: l'autrice vendette infatti ad Astounding Stories il racconto Più grande degli dei (Greather than Gods, 1939), la cui trama orbita attorno al problema di differenti futuri possibili, di cui uno solo può essere attuato. Da questo momento in poi, Moore e Kuttner scrissero principalmente per Unknown e Astounding Stories (poco dopo ribattezzata Astounding Science-Fiction), le due testate gemelle dirette da John W. Campbell Jr, e parteciparono attivamente alla transizione culturale dall'epoca dei pulp magazine alla "età d'oro" della fantascienza, transizione promossa appunto da Campbell.
Già a partire dal 1941, i due coniugi iniziarono a scrivere in coppia la maggior parte dei loro racconti, firmandoli soprattutto con lo pseudonimo di Lewis Padgett (combinazione dei cognomi delle rispettive madri): appartengono a questo filone capolavori quali C'era uno gnomo (A Gnome There Was, 1941), Il Twonky (The Twonky, 1942), Tutti smolai erano i Borogovi (Mimsy Were the Borogoves, 1943), Il sistema ferroso (The Iron Standard, 1943) e Punto di rottura (When the Bough Breaks, 1944), nonché la saga post-apocalittica dei Mutanti (Baldies, quattro testi del 1945 e uno del 1953) e la serie umoristica della famiglia Hogben (quattro testi, 1947-1949); furono invece firmate come Lawrence O'Donnell le tre collaborazioni L'ora dei fanciulli (Children's Hour, 1944), This Is the House (1946) e Tempo di vendemmia (Vintage Season, 1946), e dei testi successivamente ricondotti alla sola Moore: il racconto di fantascienza horror The Code (1945) e la breve serie dei Thresholders (1950) imperniata su un'ipotetica colonizzazione spaziale del Sistema Solare. Opera della sola Moore ma firmato col suo nome anagrafico è pure il brillante racconto di transumanesimo ante litteram Figlia dell'uomo (No Woman Born, 1944) in cui una diva dello spettacolo viene coinvolta in incidente così devastante che l'unico modo per salvarne la coscienza consiste nel trapiantare il suo cervello in una macchina.
A fianco di questa vastissima produzione di racconti, Kuttner e Moore pubblicarono anche numerosi romanzi riconducibili a varie forme di fantascienza: su Astounding Science-Fiction, ad esempio, apparvero a nome di Lewis Padgett La scacchiera sterminata (The Fairy Chessmen, 1946) e Il tumore della terra (Tomorrow and tomorrow, 1947), un dittico di romanzi surreali modellati sull'opera di A. E. van Vogt, nonché la dilogia planetary romance delle Fortezze (Keeps, 1943-1947), firmata invece come Lawrence O'Donnell; Moore compose certamente da sola i romanzi Judgment Night (1943, firmato a proprio nome) e Paradise Street (1950, firmato come Lawrence O'Donnell), degli esempi maturi e articolati rispettivamente di space opera e space western; la collaborazione L'ultima cittadella della Terra (Earth's Last Citadel, 1943), edita su Argosy, anticipò una sequela di romanzi science fantasy apparsi su Startling Stories fra 1946 e 1949 e variamente basati su viaggi nel tempo, mondi paralleli e mondi perduti. Sin dalle prime edizioni su rivista e poi ancora nelle ristampe Ace Books degli anni Sessanta molti di questi testi sono stati attribuiti al solo Kuttner, tuttavia l'apporto di Moore risulta evidente in opere quali Il mondo oscuro (The Dark World, 1946) o The Portal in the Picture (1949). I due coniugi, infine, pubblicarono come Lewis Padgett due romanzi del mistero editi direttamente in volume da Duell, Sloan & Pierce: il giallo deduttivo Senza esclusione di colpi (The Brass Ring, 1946) e il thriller Ossessione (The Day He Died, 1947).

### 1950-1962
Poco dopo il loro trasferimento in California, Kuttner e Moore si trovarono davanti a una nuova trasformazione del mercato editoriale: da un lato stava emergendo una nuova generazione di riviste letterarie dal taglio più sperimentale rispetto ad Unknown e Astounding Science Fiction, dall'altro lato case editrici neonate quali Gnome Press, Ace Books e Arkham House stavano dando alle stampe le prime edizioni in volume della grande narrativa fantastica statunitense. I due coniugi, pertanto, si adattarono al nuovo panorama editoriale: la stagione di romanzi brevi composti per Startling Stories terminò con Il pozzo dei mondi (The Well of Worlds, 1952) e i nuovi racconti della coppia vennero pubblicati quasi esclusivamente con i nomi anagrafici (non più sotto pseudonimo) sulle testate più innovative oppure in volumi antologici – nel solo 1953, ad esempio, Con questi regali (By These Presents) del solo Kuttner apparve su Fantastic, le due collaborazioni Il trionfo del cacciatore (Home Is the Hunter) e La polizia dello Spazio (Or Else) uscirono rispettivamente su Galaxy Science Fiction e Amazing Stories, e infine la collaborazione Una supposizione insensata (A Wild Surmise) fu inclusa nella miscellanea Star Science Fiction Stories 1 curata da Frederik Pohl per Ballantine Books; due anni dopo La furia (Two-Handed Engine, 1955) sarebbe stato pubblicato sul prestigioso The Magazine of Fantasy and Science Fiction. In aggiunta a queste produzioni per riviste, Moore compose individualmente un terzo romanzo pubblicato in volume, il thriller distopico Il mattino dell'apocalisse (Doomsday Morning, 1957).
Accanto alla composizione di questi nuovi testi, Kuttner e Moore si adoperarono per ripubblicare in volume le proprie opere dei quindici anni precedenti: dopo una contrattazione infruttuosa con Arkham House i due stamparono con Simon & Schuster A Gnome There Was (1950), una selezione dei loro racconti brevi firmati come Lewis Padgett, parzialmente riproposta da Bantam Books come Line to Tomorrow (1954); Gnome Press accettò invece di pubblicare a nome Padgett Scacchiera sterminata (Tomorrow and Tomorrow and the Fairy Chessmen, 1951), un omnibus di romanzi brevi, I robot non hanno la coda (Robots Have No Tails, 1952), una raccolta completa del ciclo di Galloway Gallegher scritto dal solo Kuttner, e Operazione apocalisse (Mutant, 1953), una versione riorganizzata della saga dei Mutanti. A quel punto Moore pubblicò sempre con Gnome Press le tre antologie Judgment Night: A Selection of Science Fiction (1952), Shambleau (Shambleau and Others, 1953) e La polvere degli dei (Northwest of Earth, 1954), in cui raccolse quasi tutte le sue opere individuali, mentre Kuttner contrattò con Ballantine Books la stampa delle raccolte Ahead of Time (a nome del solo Kuttner, 1953) e No Boundaries (a firma congiunta, 1955).
Dopo la morte del marito nel 1958, Moore smise di scrivere prosa narrativa e divenne una sceneggiatrice di programmi televisivi presso la Warner Bros. Television: per quattro anni lavorò alle serie western Sugarfoot, Maverick e The Alaskans e al telefilm giallo Indirizzo permanente (77 Sunset Strip), ma dopo il secondo matrimonio con Thomas Reggie abbandonò anche questa professione. Da allora in poi l'autrice si è limitata a curare occasionalmente delle riedizioni di opere proprie o del primo marito e in particolare ha sistematizzato buona parte dei propri racconti auto-conclusivi nell'antologia La stagione della vendemmia (The Best of C. L. Moore, 1975), lasciando stravagante solo una minoranza di testi.

## Opere

### Northwest Smith
Ciclo riunito per la prima volta dall'autrice nei due volumi Shambleau (Shambleau and Others, 1953) e La polvere degli dei (Northwest of Earth, 1954) editi da Gnome Press, ma tale edizione comprendeva solo i nove racconti originariamente pubblicati su Weird Tales; "Canto in chiave" minore fu riunito al resto della serie nell'edizione in volume unico Scarlet Dream, Donald M. Grant, 1981, mentre "La lupa mannara" e "La ninfa delle tenebre" furono aggiunti a partire dall'edizione Northwest of Earth: The Complete Northwest Smith, Paizo Publishing, 2008.
La prima edizione integrale in italiano è nel volume Northwest Smith il terrestre, traduzione di Roberta Rambelli e Ugo Malaguti, Fantacollana 44, Editrice Nord, 1982.
1. "Shambleau" ("Shambleau"), Weird Tales Novembre 1933.
2. "Sete nera" ("Black Thirst"), Weird Tales Aprile 1934.
3. "Sogno rosso" ("Scarlet Dream"), Weird Tales Maggio 1934.
4. "La polvere del dio" ("Dust of Gods"), Weird Tales Agosto 1934.
5. "Julhi" ("Julhi"), Weird Tales Marzo 1935.
6. "Il freddo dio grigio" ("The Cold Gray God"), Weird Tales Ottobre 1935.
7. "Yvala" ("Yvala"), Weird Tales Febbraio 1936.
8. "Paradiso perduto" ("Lost Paradise"), Weird Tales Luglio 1936.
9. "L'albero della vita" ("The Tree of Life"), Weird Tales Ottobre 1936.
10. "La lupa mannara" ("Werewoman"), Leaves Inverno 1938/1939.
11. "La ninfa delle tenebre" ("Nymph of Darkness"), Fantasy Magazine aprile 1935, riedito censurato in Weird Tales Dicembre 1939[4]. Scritto con Forrest J. Ackerman.
12. "Canto in chiave minore" ("Song in a Minor Key"), Scienti-Snaps Febbraio 1940.

### Jirel di Joiry
Ciclo riunito per la prima volta dall'autrice nei due volumi Shambleau (Shambleau and Others, 1953) e La polvere degli dèi (Northwest of Earth, 1954) editi da Gnome Press, ma tale edizione comprendeva solo i cinque racconti composti dalla sola Moore; "La cerca della pietra stellare" fu riunito al resto della serie nell'edizione in volume unico Black God's Kiss, Paizo Publishing, 2007.
La prima edizione integrale in Italiano è nel volume Jirel di Joiry, traduzione di Ugo Malaguti e Roberta Rambelli, Fantacollana 42, Editrice Nord, 1982.
1. "Il bacio del dio nero" ("The Black God's Kiss"), Weird Tales Ottobre 1934.
2. "L'ombra del dio nero" ("Black God's Shadow"), Weird Tales Dicembre 1934.
3. "Stregoneria per Jirel" ("Jirel Meets Magic"), Weird Tales Luglio 1935.
4. "Il paese delle tenebre" ("The Dark Land"), Weird Tales Gennaio 1936.
5. "La cerca della pietra stellare" ("Quest of the Starstone"), Weird Tales Novembre 1937; Northwest Smith vi appare in un cross-over. Scritto con Henry Kuttner.
6. "Hellsgarde" ("Hellsgarde"), Weird Tales Aprile 1939.

### Ciclo di Cthulhu
Moore ha partecipato alla stesura di un racconto a più mani ambientato nell'universo narrativo del Ciclo di Cthulhu creato da H.P. Lovecraft.
- "Sfida all'Ignoto" ("The Challenge from Beyond"), Fantasy Magazine Settembre 1935. Traduzione di Roberta Rambelli in Sfida dall'infinito, Orizzonti. Capolavori di Fantasia e Fantascienza X.2, Fanucci Editore, 1976. Collaborazione con Robert E. Howard, Abraham Merritt, H.P. Lovecraft e Frank Belknap Long.

### Le Fortezze(Keeps)
Ciclo composto con Henry Kuttner sotto lo pseudonimo di Lawrence O'Donnell ma in seguito accreditato al solo Kuttner. I due romanzi sono autoconclusivi ma si svolgono nella medesima ambientazione.
1. Scontro nella notte (Clash by Night), Astounding Science-Fiction Marzo 1943; prima edizione in volume nell'antologia The Astounding Science Fiction Anthology, a cura di John W. Campbell, Simon & Schuster, 1952.
2. Furia (Fury), serializzato in tre puntate in Astounding Science Fiction Maggio, Giugno e Luglio 1947; prima edizione in volume Science Fiction Classics, Grosset & Dunlap, 1950.

Il secondo romanzo fu pubblicato in Italiano per la prima volta come Gli immortali, traduzione di Stanis Marvel, I Romanzi del Cosmo 10, Ponzoni Editore, Marzo 1958; in seguito la dilogia è stata tradotta integralmente e pubblicata nel volume omnibus Furia, traduzione di Riccardo Valla, Cosmo Serie Oro. Classici della narrativa di fantascienza 6, Editrice Nord, 1972.

### I Mutanti(Baldies)
Composto con Henry Kuttner sotto lo pseudonimo di Lewis Padgett ma in seguito accreditato al solo Kuttner. Riunito dai due autori nel romanzo fix-up Mutant, Gnome Press, 1953; a partire dalla ristampa Weidenfeld & Nicolson del 1954, i cinque racconti sono unificati da una cornice narrativa composta appositamente.
La stesura definitiva del fix-up è edita in italiano come Operazione Apocalisse, traduzione di Stanis La Bruna, Il Girasole-Biblioteca Economica Mondadori 31, Arnoldo Mondadori Editore, 1955.
1. "Il figlio del pifferaio" ("The Piper's Son"), Astounding Science Fiction febbraio 1945.
2. "Tre topolini ciechi" ("Three Blind Mice"), Astounding Science Fiction giugno 1945.
3. "Il leone e l'unicorno" ("The Lion And The Unicorn"), Astounding Science Fiction luglio 1945.
4. "I Mendicanti Ricchi" ("Beggars in Velvet"), Astounding Science Fiction dicembre 1945.
5. "Humpty Dumpty" "(Humpty Dumpty"), Astounding Science Fiction settembre 1953.

### Hogben
Henry Kuttner coniò il cognome "Hogben" nel racconto realistico autoconclusivo "The Old Army Game" (Thrilling Adventures novembre 1941), in seguito lui e Moore lo riutilizzarono per i protagonisti di un ciclo fantascientifico di cui scrissero congiuntamente il primo, terzo e quarto episodio sotto lo pseudonimo di Lewis Padgett, mentre il secondo racconto fu composto dal solo Kuttner. A differenza di quanto fatto con la saga dei Mutanti, i due autori non organizzarono mai il ciclo degli Hogben in un fix-up, bensì lo suddivisero deliberatamente in varie antologie; è stato riunito per la prima volta (con attribuzione al solo Kuttner) nel volume postumo The Hogben Chronicles (Borderland Press, 2013), che include anche "The Old Army Game" in quanto "episodio zero".
1. "Esce il Professore" ("Exit the Professor"), Thrilling Wonder Stories Ottobre 1947. Traduzione di Giampaolo Cossato e Sandro Sandrelli in Le grandi storie della fantascienza 9 (1947), a cura di Isaac Asimov e Martin H. Greenberg, SIAD Edizioni, 1984.
2. "L'occhio" ("Pile of Trouble"), Thrilling Wonder Stories Aprile 1948. Ne Il twonky, il tempo e la follia, curatela e traduzione di Sandro Sandrelli, Science Fiction Book Club 41, Casa Editrice La Tribuna, 1971.
3. "See You Later", Thrilling Wonder Stories Giugno 1949.
4. "Guerra Fredda" ("Cold War"), Thrilling Wonder Stories Ottobre 1949. Traduzione di Giampaolo Cossato e Sandro Sandrelli in Le grandi storie della fantascienza 11 (1949), a cura di Isaac Asimov e Martin H. Greenberg, SIAD Edizioni, 1985.

### Thresholders
Ciclo composto sotto lo pseudonimo di Lawrence O'Donnell, riunito nell'antologia Judgment Night: A Selection of Science Fiction, Gnome Press, 1952. I due racconti sono autoconclusivi ma si svolgono nella medesima ambientazione.
- "Terra Promessa" ("Promised Land"), in Astounding Science Fiction di Febbraio 1950. Traduzione di Davide Mana in Alia. L'arcipelago del fantastico 3, CS Coop. Studi Libreria Editrice, 2005.
- "L'erede legittimo" ("Heir Apparent"), in Astounding Science Fiction di Luglio 1950. Traduzione di Manuela McMillen in [L'erede legittimo], Nova SF* a. XVI (XXXIV) n. 46 (88), Perseo Libri, Dicembre 2000.

### Romanzi e novelle autoconclusivi

#### Composti dalla sola C. L. Moore
- Judgment Night, serializzato in due puntate in Astounding Science Fiction di Agosto e Settembre 1943; prima edizione in volume in Judgment Night: A Selection of Science Fiction, Gnome Press, 1952.
- Paradise Street, in Astounding Science Fiction di Settembre 1950, firmato come Lawrence O'Donnell. Prima edizione in volume in Judgment Night: A Selection of Science Fiction, Gnome Press, 1952.
- Il mattino dell'apocalisse (Doomsday Morning), Doubleday, 1957. Traduzione di Annamaria Sommariva, Urania 1163, Arnoldo Mondadori Editore, Ottobre 1991.

#### Collaborazioni con Henry Kuttner
Con l'eccezione de L'ultima cittadella della Terra, firmato come collaborazione, gli altri undici romanzi furono pubblicati o sotto pseudonimo o a nome del solo Henry Kuttner, tuttavia la critica è concorde nel rintracciare in tutti anche l'apporto di Catherine Moore.
- L'ultima cittadella della Terra (Earth's Last Citadel), serializzato in quattro puntate in Argosy di Aprile, Maggio, Giugno e Luglio 1943; prima edizione in volume nel periodico Fantastic Novels Magazine di Luglio 1950 e poi in formato libro per Ace Books, 1964. Traduzione di Stefano Massaron in Millemondinverno 1991: 1 romanzo breve e 15 racconti, Urania Millemondi 1ª serie n. 40, Arnoldo Mondadori Editore, Inverno 1991.
- Senza esclusione di colpi (The Brass Ring o Murder in Brass), Duell, Sloan and Pearce, 1946, a nome Lewis Padgett. Traduzione ignota, Il Giallo Mondadori 635, Arnoldo Mondadori Editore, 2 Aprile 1961.
- La scacchiera sterminata (The Fairy Chessmen o Chessboard Planet o The Far Reality), serializzato in due puntate in Astounding Science Fiction di Gennaio e Febbraio 1946, a nome Lewis Padgett; prima edizione in volume nel tomo doppio Tomorrow and Tomorrow and the Fairy Chessmen, Gnome Press, 1951. Traduzione di Stanis Marvel nel volume doppio Scacchiera sterminata, I Romanzi del Cosmo 8, Ponzoni Editore, Gennaio 1958.
- La valle della fiamma (Valley of Flame), in Startling Stories di Marzo 1946 a nome Keith Hammond; prima edizione in volume Ace Books, 1964. Traduzione di Lella Moruzzi, Biblioteca di Nova SF* 19, Perseo Libri, 2004.
- Il mondo oscuro (The Dark World), in Startling Stories Estate 1946; prima edizione in volume nel periodico Fantastic Story Magazine inverno 1954, poi in formato libro per Ace Books, 1965. Traduzione di Lella Moruzzi in [Spade e robot], Nova SF* a. XIV (XXXII) n. 34 (76), Perseo Libri, Dicembre 1998.
- Ossessione (The Day He Died), Duell, Sloan and Pearce, 1947. Traduzione ignota, Il Giallo Mondadori 138, Arnoldo Mondadori Editore, 22 Settembre 1951.
- Il tumore della Terra (Tomorrow and Tomorrow), serializzato in due puntate in Astounding Science Fiction di Gennaio e Febbraio 1947, a nome Lewis Padgett; prima edizione in volume nel tomo doppio Tomorrow and Tomorrow and the Fairy Chessmen, Gnome Press, 1951. Traduzione di Stanis Marvel nel volume doppio Scacchiera sterminata, I Romanzi del Cosmo 8, Ponzoni Editore, Gennaio 1958.
- Lands of the Earthquake o City of Sorcerers, in Startling Stories di Maggio 1947; prima edizione in volume nel tomo doppio Lands of the Earthquake / Under a Dim Blue Sun, DMR Books, 2017.
- La maschera di Circe (The Mask of Circe), Startling Stories maggio 1948; prima edizione in volume Ace Books, 1971. Traduzione di Guido Zurlino in All'ombra degli dei, Biblioteca di Fantasy & Horror 1, Arnoldo Mondadori Editore, Febbraio 1979.
- The Time Axis, Startling Stories gennaio 1949; prima edizione in volume Ace Books, 1965.
- The Portal in the Picture o Beyond Earth's Gates, Startling Stories settembre 1949; prima edizione in volume nel tomo doppio Beyond Earth's Gates / Daybreak—2250 A.D., Ace Double D-69, Ace Books, 1954.
- Il pozzo dei mondi (The Well of Worlds), Startling Stories marzo 1952; prima edizione in volume Galaxy Science Fiction Novel 17, Galaxy Publishing Corp., 1953. Traduzione di Sergio Perrone, Urania 1161, Arnoldo Mondadori Editore, Settembre 1991.

### Racconti autoconclusivi

#### Composti dalla sola C. L. Moore
In buona parte sistematizzati dall'autrice nelle antologie Judgment Night: A Selection of Science Fiction (1952) e La stagione della vendemmia (The Best of C.L. Moore, 1975).
- "Happily Ever After", The Vagabond novembre 1930.
- "Semira", The Vagabond novembre 1930.
- "Two Fantasies", The Vagabond novembre 1930.
- "La radiosa illusione" ("The Bright Illusion"), Astounding Stories ottobre 1934. Trad. Anna Feruglio Dal Dan ne Il senso del meraviglioso, Grandi Opere Nord 17, Editrice Nord, 1989.
- "Il tempio della creazione" ("Greater Glories"), Astounding Stories settembre 1935. Trad. Ugo Malaguti ne [Il tempio della creazione], Nova SF* a. XV (XXXIII) n. 39 (81), Perseo Libri, Ottobre 1999.
- "Insieme nel tempo" ("Tryst in Time"), Astounding Stories dicembre 1936. Trad. Nicola Fantini ne Il senso del meraviglioso, Grandi Opere Nord 17, Editrice Nord, 1989.
- "Miracle in Three Dimensions", Strange Stories aprile 1939.
- "Più grande degli dei" ("Greater Than Gods"), Astounding Science-Fiction luglio 1939. Trad. Gaetano La Pira in Le grandi storie della fantascienza 1 (1939), a cura di Isaac Asimov e Martin H. Greenberg, SIAD Edizioni, 1980.
- "Il frutto della conoscenza" ("Fruit of Knowledge"), Unknown Fantasy Fiction ottobre 1940. Trad. Delio Zinoni in La stagione della vendemmia, Classici Urania 171, Arnoldo Mondadori Editore, Giugno 1991.
- "There Shall Be Darkness", Astounding Science Fiction febbraio 1942.
- "La porta del tempo" ("Doorway Into Time"), Famous Fantastic Mysteries settembre 1943. Trad. Antonio Bellomi in Le grandi storie della fantascienza 5 (1943), a cura di Isaac Asimov e Martin H. Greenberg, SIAD Edizioni, 1982.
- "Figlia dell'uomo" ("No Woman Born"), Astounding Science Fiction dicembre 1944. Trad. Ugo Malaguti in [Antologia dell'impossibile], Nova SF* a. II n. 5, Libra Editrice, Aprile 1968.
- "The Code", Astounding Science-Fiction luglio 1945, come Lawrence O'Donnell.
- "Demone" ("Daemon"), Famous Fantastic Mysteries ottobre 1946. Trad. Delio Zinoni in La stagione della vendemmia, Classici Urania 171, Arnoldo Mondadori Editore, Giugno 1991.
- "Here lies...", Alfred Hitchcock's Mystery Magazine dicembre 1956.

#### Collaborazioni con Henry Kuttner
Data la vastità del corpus, si elencano solo i testi tradotti in Italiano o presenti nelle principali antologie in lingua originale.
- The Devil We Know, Unknown Fantasy Fiction agosto 1941, prima edizione firmata dal solo Henry Kuttner, in seguito accreditato come collaborazione.
- C'era uno gnomo (A Gnome There Was), Unknown Worlds ottobre 1941, prima edizione firmata come Lewis Padgett, in seguito accreditato al solo Henry Kuttner. Tradotto in Le grandi storie della fantascienza 3 – 1941 (Isaac Asimov Presents The Great Science Fiction Stories 3 – 1941, 1980), a cura di Isaac Asimov e Martin H. Greenberg, SIAD Edizioni, 1981.
- Deadlock, Astounding Science-Fiction settembre 1942, prima edizione firmata come Lewis Padgett, in seguito accreditato al solo Henry Kuttner.
- Il Twonky (The Twonky), Astounding Science-Fiction settembre 1942, prima edizione firmata come Lewis Padgett, in seguito accreditato al solo Henry Kuttner. Tradotto in Il twonky, il tempo e la follia, a cura di Sandro Sandrelli, SFBC 41, Casa Editrice La Tribuna, 1971[5].
- Compliments of the Author, Unknown Worlds ottobre 1942, prima edizione firmata dal solo Henry Kuttner, in seguito accreditato a Lewis Padgett o come collaborazione.
- Nothing But Gingerbread Left, Astounding Science-Fiction gennaio 1943, firmato dal solo Henry Kuttner ma considerato dalla critica una collaborazione con C. L. Moore.
- Tutti smolai erano i Borogovi (Mimsy Were the Borogoves), Astounding Science-Fiction febbraio 1943, prima edizione firmata come Lewis Padgett, in seguito accreditato al solo Henry Kuttner. Tradotto in Pianeta 14, Compagnia Editoriale, 1967.
- Shock (Shock), Astounding Science-Fiction marzo 1943, prima edizione firmata come Lewis Padgett, in seguito accreditato al solo Henry Kuttner. Tradotto in Il twonky, il tempo e la follia, a cura di Sandro Sandrelli, SFBC 41, Casa Editrice La Tribuna, 1971[5].
- Endowment Policy, Astounding Science-Fiction agosto 1943, prima edizione firmata come Lewis Padgett, in seguito accreditato al solo Henry Kuttner;
- Il sistema ferroso (The Iron Standard), Astounding Science Fiction dicembre 1943, prima edizione firmata come Lewis Padgett, in seguito accreditato al solo Henry Kuttner. Tradotto in Le grandi storie della fantascienza 5 – 1943 (Isaac Asimov Presents The Great Science Fiction Stories 5 – 1943, 1981), a cura di Isaac Asimov e Martin H. Greenberg, SIAD Edizioni, 1982.
- L'ora dei fanciulli (Children's Hour), Astounding Science Fiction marzo 1944, prima edizione firmata come Lawrence O'Donnell in seguito accreditato al solo Henry Kuttner. Tradotto in Imponderabile più X, Cosmo 119, Ponzoni Editore, 1963.
- Quando il ramoscello si spezza (When the Bough Breaks), Astounding Science Fiction novembre 1944, prima edizione firmata come Lewis Padgett, in seguito accreditato come collaborazione. Tradotto in Il twonky, il tempo e la follia, a cura di Sandro Sandrelli, SFBC 41, Casa Editrice La Tribuna, 1971[5].
- Mimetizzazione (Camouflage), Astounding Science Fiction settembre 1945, prima edizione firmata come Lewis Padgett, in seguito accreditato al solo Henry Kuttner. Tradotto in Com'era lassù e altri racconti, Urania 348, Arnoldo Mondadori Editore, 1964.
- Ciò che ti serve (What You Need), Astounding Science Fiction ottobre 1945, prima edizione firmata come Lewis Padgett, in seguito accreditato al solo Henry Kuttner. Tradotto in Le grandi storie della fantascienza 7 – 1945 (Isaac Asimov Presents The Great Science Fiction Stories 7 – 1945, 1982), a cura di Isaac Asimov e Martin H. Greenberg, SIAD Edizioni, 1983.
- Line to Tomorrow, Astounding Science Fiction novembre 1945, prima edizione firmata come Lewis Padgett, in seguito accreditato al solo Henry Kuttner o come collaborazione.
- This Is the House, Astounding Science Fiction febbraio 1946, prima edizione firmata come Lawrence O'Donnell, in seguito accreditato al solo Henry Kuttner.
- Dark Angel, Startling Stories marzo 1946, firmato dal solo Henry Kuttner ma considerato dalla critica una collaborazione con C. L. Moore.
- The Cure, Astounding Science Fiction maggio 1946, prima edizione firmata come Lewis Padgett, in seguito accreditato come collaborazione.
- Rain Check, Astounding Science Fiction luglio 1946, prima edizione firmata come Lewis Padgett, in seguito accreditato al solo Henry Kuttner.
- Tempo di vendemmia (Vintage Season), Astounding Science Fiction settembre 1946, prima edizione firmata come Lawrence O'Donnell, in seguito accreditato o a entrambi o alla sola Moore in base all'edizione. Tradotto in Racconti per le ore piccole (Stories for Late at Night, 1962), a cura di Alfred Hitchcock, Il Brivido e l'Avventura 6, Giangiacomo Feltrinelli Editore, 1962.
- Jesting Pilot, Astounding Science Fiction maggio 1947, prima edizione firmata come Lewis Padgett, in seguito accreditato come collaborazione.
- L'Occhio privato (Private Eye), Astounding Science Fiction gennaio 1949, prima edizione firmata come Lewis Padgett, in seguito accreditato come collaborazione. Tradotto in Le grandi storie della fantascienza 11 – 1949 (Isaac Asimov Presents The Great Science Fiction Stories 11 – 1949, 1983), a cura di Isaac Asimov e Martin H. Greenberg, SIAD Edizioni, 1985.
- Una supposizione insensata (A Wild Surmise), in Star Science Fiction Stories 1, a cura di Frederik Pohl, Ballantine Books, 1953, firmato come collaborazione. Tradotto in La forza del sogno, a cura di Roger Caillois, Collana Fenice 5, Guanda, 1960.
- De Profundis (De Profundis, titolo originale The Visitors), Science Fiction Quarterly maggio 1953, prima edizione firmata come C. H. Liddell, in seguito accreditato al solo Henry Kuttner. Tradotto in La nuvola, Nova SF* a. II n. 4, Libra Editrice, 1968.
- Il trionfo del cacciatore (Home Is the Hunter), Galaxy Science Fiction luglio 1953, prima edizione firmata come collaborazione, accreditato al solo Henry Kuttner già nella pubblicazione quasi contemporanea entro l'antologia Ahead of Time. Tradotto in Galaxy Anno III-N. 5, Casa Editrice La Tribuna, 1960.
- La polizia dello Spazio (Or Else), Amazing Stories agosto & settembre 1953, prima edizione firmata come collaborazione, accreditato al solo Henry Kuttner già nella pubblicazione quasi contemporanea entro l'antologia Ahead of Time. Tradotto in Destinazione Universo, I Gabbiani 1, Vallecchi Editore, 1957.
- La furia (Two-Handed Engine), The Magazine of Fantasy and Science Fiction agosto 1955, firmato come collaborazione. Tradotto in Il sorriso metallico, Fantapocket 8, Longanesi & C., 1976.
- Home There's No Returning, in No Boundaries, Ballantine Books, 1955, prima edizione firmata come collaborazione, accreditato alla sola C. L. Moore nell'antologia Asleep in Armageddon, a cura di Michael Sissons, Panther, 1962.

### Sceneggiature televisive
- Sugarfoot
- Maverick
- The Alaskans
- Indirizzo permanente (77 Sunset Strip)

## Edizioni in antologia

### Antologie curate da Kuttner e Moore
- Tre volumi di collaborazioni firmati come Lewis Padgett:

1. A Gnome There Was and Other Tales of Science Fiction and Fantasy, Simon & Schuster, 1950. Comprende nove racconti autoconclusivi e due episodi (il primo e il terzo) del ciclo degli Hogben.
2. Scacchiera sterminata (Tomorrow and Tomorrow and the Fairy Chessmen), Gnome Press, 1951. Trad. Stanis Marvel, I Romanzi del Cosmo 8, Ponzoni Editore, gennaio 1958. Volume omnibus contenente i romanzi La scacchiera sterminata e Il tumore della Terra.
3. Line to Tomorrow, Bantam Books, 1954. Comprende sette racconti autoconclusivi, di cui quattro già apparsi in A Gnome There Was.

- Tre volumi di opere della sola Moore e a lei accreditati, editi da Gnome Press:

1. Judgment Night: A Selection of Science Fiction (1952). Comprende due romanzi, un racconto autoconclusivo e la dilogia dei Theresholders.
2. Shambleau (Shambleau and Others, 1953). Trad. Giuseppe Lippi, Oscar Fantascienza 37 [1570], Arnoldo Mondadori Editore, 1982. Comprende i primi quattro racconti di Northwest Smith e i primi tre di Jirel di Joiry.
3. La polvere degli dei (Northwest of Earth, 1954). Trad. Ugo Malaguti, La Bussola SF 7, Casa Editrice La Tribuna, 1966. Comprende i successivi cinque racconti di Northwest Smith e i successivi due di Jirel di Joiry.[6]

- Due volumi di collaborazioni firmati con i nomi anagrafici, editi da Ballantine Books:

1. Ahead of Time (1953), accreditato al solo Henry Kuttner. Comprende una postfazione autobiografica, quattro racconti del solo Kuttner (fra cui il secondo episodio del ciclo degli Hogben) e sei collaborazioni con Moore.
2. No Boundaries (1955), accreditato ad entrambi i coniugi. Comprende una postfazione biografica anonima, quattro racconti autoconclusivi e il primo episodio del ciclo degli Hogben, già apparso in A Gnome There Was.

### Antologie successive alla morte di Kuttner
- Due volumi a nome di Kuttner editi sempre da Ballantine Books, il secondo curato da C. L. Moore stessa:

1. Bypass to Otherness (1961). Comprende otto collaborazioni non accreditate con Moore, fra cui il primo episodio del ciclo dei Mutanti e il quarto della saga degli Hogben.
2. Return to Otherness (1962). Comprende i primi due episodi del ciclo di Gallegher e sei collaborazioni non accreditate con Moore, fra cui il terzo episodio del ciclo degli Hogben già apparso in A Gnome There Was.

- Due volumi a nome di Kuttner editi da Mayflower per il mercato britannico, per lo più assemblano materiali già apparsi nei precedenti volumi statunitensi:

1. The Best of Kuttner 1 (1965). Comprende quattro racconti del solo Kuttner, fra cui il primo episodio del ciclo di Gallegher, e undici collaborazioni non accreditate con Moore, fra cui il primo episodio del ciclo dei Mutanti e il terzo e quarto della saga degli Hogben.
2. The Best of Kuttner 2 (1966). Comprende tre racconti del solo Kuttner e undici collaborazioni non accreditate con Moore, fra cui il romanzo breve Scontro nella notte afferente al ciclo delle Fortezze e il primo episodio del ciclo degli Hogben.

- Due volumi editi da Doubleday entro la collana Science Fiction Book Club, ripubblicati in volume unico da Diversion Books nel 2015:

1. The Best of Henry Kuttner (1975): comprende un'introduzione di Ray Bradbury, sei racconti del solo Kuttner (fra cui il primo episodio del ciclo di Gallegher) e undici collaborazioni con Moore (fra cui il primo e quarto episodio del ciclo degli Hogben); eccettuato il racconto "L'aureola fuorviata" ("The Misguided Halo"), tutti i testi erano già apparsi in antologie precedenti.
2. La stagione della vendemmia (The Best of C.L. Moore, 1975): comprende un'introduzione di Lester Del Rey e una postfazione autografa di Moore, due racconti di Northwest Smith, uno di Jirel di Joiry, sei racconti autoconclusivi composti dalla sola Moore e una collaborazione non accreditata con Kuttner già apparsa in No Boundaries. Trad. Delio Zinoni e Giuseppe Lippi, Classici Urania 171, Arnoldo Mondadori Editore, giugno 1991.

- Due volumi a cura di Peter Pinto editi da Hamlyn Paperbacks per il mercato britannico:

1. Clash by Night and Other Stories (1980). Comprende il romanzo breve eponimo Scontro nella notte e quattro racconti.
2. Chessboard Planet and Other Stories (1985). Comprende il romanzo breve eponimo La scacchiera sterminata e tre racconti.

### Antologie postume ad ambo i coniugi
- The Startling Worlds of Henry Kuttner, Questar, 1987. Volume omnibus contenente i romanzi The Portal in the Picture, La valle della fiamma e Il mondo oscuro.
- Due volumi monografici dedicati a Henry Kuttner editi da Centipede Press:
  1. Two-Handed Engine: The Selected Short Fiction of Henry Kuttner & C.L. Moore, 2005. Raccoglie trentasei collaborazioni miscellane.
  2. Henry Kuttner, Masters of the Weird Tale, 2011. Raccoglie ventinove racconti miscellanei di Kuttner (fra cui uno in collaborazione con Moore), con prefazione di Stefan Dziemianowicz e Robert Morrish.
- Quattro volumi monografici dedicati a Henry Kuttner editi da Haffner Press:
  1. Detour to Otherness (2010). Raccoglie ventiquattro collaborazioni fra Kuttner e Moore composte fra 1940 e 1958, con una prefazione di Robert Silverberg e una postfazione di Frederik Pohl.
  2. Terror in the House: The Early Kuttner, Volume One (2010): comprende quaranta racconti dell'orrore composti fra 1936 e 1939, con prefazioni di Richard Matheson e Gary G. Roberts.
  3. Thunder in the Void (2011): comprende il romanzo breve Crypt-City of the Deathless One e quattordici racconti di fantascienza composti fra 1937 e 1950 (fra cui una collaborazione con Moore e un inedito), con prefazione di Mike Resnick.
  4. The Watcher at the Door: The Early Henry Kuttner, Volume Two (2016): comprende trenta racconti di vario genere composti fra 1937 e 1940 (fra cui una collaborazione con Moore), con prefazioni di Robert Madle e Gary G. Roberts.

### Antologie create per il mercato italiano
- Il twonky, il tempo e la follia, a cura di Sandro Sandrelli, Science Fiction Book Club 41, Casa Editrice La Tribuna, 1971. Formalmente traduzione di Ahead of Time (Ballantine Books, 1953), in realtà comprende sei racconti sui dieci di Ahead of Time (cinque collaborazioni e un testo di Kuttner) e tre collaborazioni estrapolate da altre raccolte.[7]
- Furia - Il twonky, il tempo e la follia - Operazione Apocalisse, I Massimi della Fantascienza 27, Arnoldo Mondadori Editore, 1991. Omnibus comprendente la dilogia delle Fortezze, il romanzo fix-up dei Mutanti, e la raccolta di racconti Il twonky, il tempo e la follia.

## Adattamenti audiovisivi
Le seguenti opere di Moore e Kuttner sono state adattate in film o telefilm:
- Il Twonky (The Twonky, 1942) nel film The Twonky (1953).
- Tutti smolai eran i Borogovi (Mimsy Were the Borogoves, 1943) nel film per la televisione Tout spliques étaient les Borogoves (1970) e nel film Mimzy - Il segreto dell'universo (The Last Mimzy, 2007).
- Ciò che ti serve (What You Need, 1945) negli episodi omonimi delle serie televisive Tales of Tomorrow (1952) e Ai confini della realtà (The Twilight Zone, 1959).
- Tempo di vendemmia (Vintage season, 1946) nel film Timescape (1992).
- The Dark Angel (1946) nell'episodio omonimo della serie televisiva Tales of Tomorrow (1951).

## Riconoscimenti e premi
Si elencano solo le vittorie e non anche le candidature.
- 1943 Premio Hugo per il miglior racconto a "Il Twonky" ("The Twonky") condiviso con Henry Kuttner. Retro Hugo assegnato nel 2018.
- 1972 First Fandom Hall of Fame Award alla carriera conferito da First Fandom.
- 1981 Premio Gandalf alla carriera conferito dalla World Science Fiction Convention.
- 1981 Premio World Fantasy alla carriera conferito dalla World Fantasy Convention.
- 1998 Inclusione nella Science Fiction and Fantasy Hall of Fame del Museum of Pop Culture di Seattle, Washington.
- 2004 Premio Riscoperta Cordwainer Smith condiviso con Henry Kuttner.